# Нижнереутский сельсовет
Нижнере́утский сельсове́т — упразднённая административно-территориальная единица, существовавшая до 2010 года в составе Фатежского района Курской области. 
Административным центром было село Нижний Реут.

## География
Располагался в западной части района. Граничил с Железногорским районом.

## История
Образован в первые годы советской власти. В 1924—1928 годах находился в составе Нижнереутской волости укрупнённого Курского уезда. В 1928 году вошёл в состав новообразованного Фатежского района. В 1935—1963 годах находился в составе Верхнелюбажского района Курской области.
Статус и границы сельсовета установлены Законом Курской области от 21 октября 2004 года № 48-ЗКО «О муниципальных образованиях Курской области». Законом Курской области от 26 апреля 2010 года № 26-ЗКО Нижнереутский сельсовет был упразднён путём присоединения к Русановскому сельсовету.

## Населённые пункты
На момент упразднения в 2010 году в состав сельсовета входило 4 населённых пункта:
| № | Населённый пункт | Тип населённого пункта |
| - | ---------------- | ---------------------- |
| 1 | Нижний Реут      | село, адм. центр       |
| 2 | Гаево            | село                   |
| 3 | Плота            | хутор                  |
| 4 | Путчино          | деревня                |

## Руководители сельсовета
Список неполный:
- Воробьев
- Протасов
- Третьяков (?—1941)
- Чуйков
- Брусенцев, М.
- Красникова, П. Н.
- Половинкин, Д. А. (1969—1971)
- Гнездилов, А. Д. (с мая 1974)
- Яхонтов, Иван Васильевич
- Горбатов, Игорь Леонидович (1996-2003)
- Аняков, Владимир Николаевич
- Карцев, Игорь Михайлович